# Шустов, Антон Игоревич
Анто́н И́горевич Шу́стов (род. 13 января 1985 года, Кирово-Чепецк, Кировская область, РСФСР, СССР) — российский хоккеист, вратарь.

## Биография
Родился 13 января 1985 года в Кирово-Чепецке. Воспитанник ДЮСШ местного хоккейного клуба «Олимпия» (первый тренер В. Н. Кардаков). Игровую карьеру начал во вторых командах ярославского «Локомотива» и кирово-чепецкой «Олимпии», в основной состав которой вошёл в 2004 году.
В последующем играл за клубы младших российских лиг (первой, высшей, РХЛ) — волжскую «Ариаду» (2006), вновь «Олимпию» (2006—2008), ступинский «Капитан» (2008—2009), ХК «Липецк» (2009—2011), тверской ТХК (2011—2012).
В 2012 году заключил контракт с клубом Казахской хоккейной лиги «Арлан» (Кокшетау), но в октябре, проведя несколько игр, перешёл в самарский ЦСК ВВС (РХЛ), а по окончании сезона завершил карьеру.
В настоящее время является тренером вратарей в ярославской ДЮСШ «Локомотив-2004».
Женат, есть сын (2010 г.р.).